# Making out

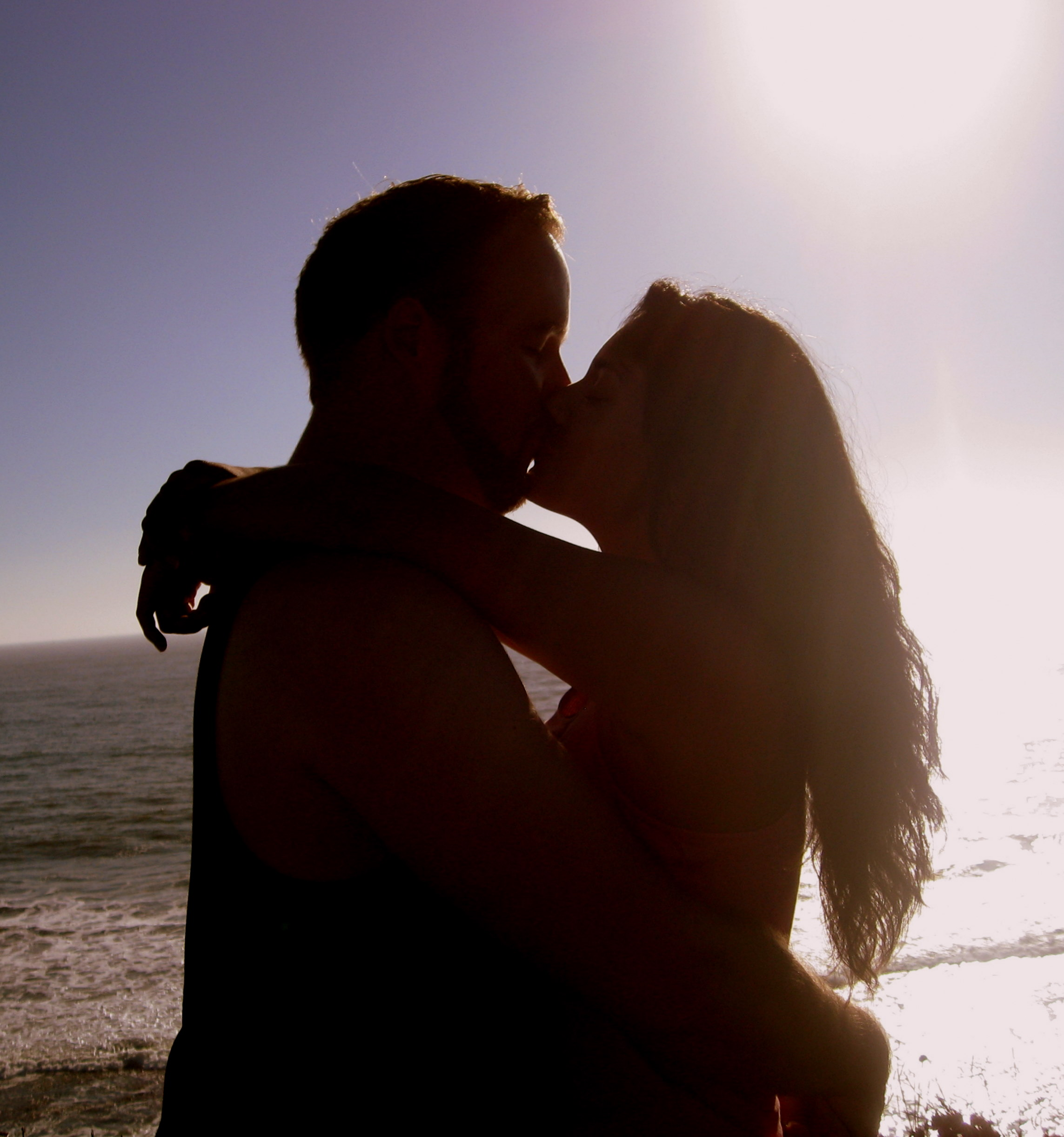
Một hình bóng của một cặp making out

Making out hay làm ra, tạo ra là một thuật ngữ có nguồn gốc từ Mỹ, có niên đại ít nhất là năm 1949, và được dùng để chỉ hôn sâu (thường bằng lưỡi), bao gồm hôn cổ, và thỉnh thoảng các hành vi tình dục không xâm nhập như vuốt ve, mò mẫm, âu yếm mạnh bạo, mãnh liệt, nặng (heavy petting) giữa 2 cá nhân. Tương đương trong phương ngữ khác bao gồm thuật ngữ British English getting off (nhận ra, thoát khỏi) và Hiberno-English shifting (thay đổi).